# Patrick Space Force Base
La Patrick Space Force Base è una base aerea militare della Space Force. É situata presso la città di Cocoa Beach, in Florida.

## Informazioni Generali
Attivata nel 1940 e intitolata al Maggior Generale Mason M. Patrick, Capo del Servizio Aereo delle Forze di Spedizione Americane nella Prima Guerra Mondiale e Capo del Corpo Aereo dal 1921 al 1927..

## Unità
Attualmente l'unità ospitante è il Space Launch Delta 45.
Sono ospitati i seguenti reparti:
- 114th Electromagnetic Warfare Squadron, 125th Fighter Wing, Air National Guard
- 920th Rescue Wing, Air Force Reserve Command
- Air Force Technical Applications Center, Air Combat Command